# Hazeezat
Hazeezat es una película dramática nigeriana de 2014 dirigida por Kabat Esosa Egbon. Está protagonizada por Mike Ezuruonye, Mary Njoku, Segun Arinze y Alex Ekubo. Se estrenó en diciembre de 2014 en el sitio web de Irokotv.

## Sinopsis
Hazeezat (Mary Remmy Njoku) suspende en la sala de operaciones su embarazo no deseado... no deseado por su novio, Alhaji (Segun Arinze), quien está casado pero le ha prometido dejar a su esposa para casarse con ella.
Sin tener a donde ir tras el aborto, Hazeezat se queda con Roberto (Mike Ezuruonye), su amigo, quien tiene sentimientos por ella. 
Hazeezat aprecia a Roberto, pero desea las estabilidad económica que Alhaji puede ofrecerle y se las arregla para volver con él. Sin embargo la esposa embarazada de Alhaji está a punto de regresar de Inglaterra.

## Elenco
- Mary Njoku como Hazeezat
- Mike Ezuruonye como Roberto
- Segun Arinze como Alhaji[4]
- Alex Ekubo como Osita[4]
- Mary Lazarus como Tamara
- Sophia Muhammed como Zainab

## Recepción
Talk African Movies elogió su naturaleza atractiva, en particular los giros de la trama. También afirmó que "... nos llevó en un curioso viaje de conspiración y luego de repente nos dejó... en su destino, no en el nuestro...". La actuación y química de Mike Ezuruonye y Mary Njoku también fueron elogiadas. El sitio web Naij la describió como "asombrosa".